# ФИА ГТ
ФИА ГТ е шампионат, организиран от СРО (Стефан Рател Организейшън), той е специално за т.нар. Гран туризмо автомобили или накратко ГТ. Това са двуврати спортни купета, които се произвеждат предимно от престижни автопроизводители, като Ферари, Астън Мартин, Мазерати. ГТ състезанията са особено популярни сред т.нар. джентълмен пилоти, това са пилоти, които късно са започнали кариерата си и участват заради страстта си към спорта. Поради това си естество, в този тип състезания смяната на пилота е задължителна и всяка една кола трябва да бъде управлявана по време на състезанието от поне двама пилота. Състезанията трябва да са от 2 часа, като може да бъде едно състезание от 2 часа или две състезания от по 1 час. В надпреварата се допускат два класа автомобили, които имат право да печелят точки, ГТ1 и ГТ2, също Г1 и Г2 клас автомобили се допускат без да могат да печелят точки за шампионата. Класовете са създадени въз основа на правилата за ЛМ ГТ1 и ЛМ ГТ2, които се издават от Автомобилен клуб на Уест, организаторите на 24-те часа на Льо Ман. Това е така, защото Льо Ман е най-престижното и важно състезание за ГТ пилотите, затова техните коли трябва да отговарят на правилата, за да могат да участват. Льо Ман не важи към шампионата на ФИА ГТ, но въз основа на класиранията във ФИА ГТ се получават поканите за участие в Льо Ман. Единственото 24-часово състезание в календара е „24-те часа на Спа“, това е и най-важното състезание за шампионата, понеже въз основа на временното класиране на всеки 3 часа се раздават точки, които важат за шампионата.
Автомобилите от клас ГТ1 и ГТ2 са също така основните участници в редица други шампионати, като Оупън ГТ, Американските Льо Ман серии, Льо Ман сериите в Европа и още много регионални шампионати във Франция, Италия, Германия, Великобритания, Бразилия и много други.

## Класове

### ФИА ГТ1
Това са най-бързите ГТ автомобили, участници в този клас са Астън Мартин, Мазерати, Корвет, Салийн, Ламборгини, Ферари и Пагани. Правилата са изключително отворени сравнени с другите класове. Позволени са до 8 литра атмосферни двигатели, или до 4 литра с принудително пълнене. Тези двигатели в зависимост от въздушния рестриктор могат да развият мощност от 750 к.с., но в сегашната си форма развиват мощност от около 600 к.с. Двигателят трябва да идва от сериен автомобил, като задължително трябва да бъдат запазени някои от по-важните елементи от него.
Има голяма свобода и при спецификацията на скоростната кутия, софтуера и сензорите. Целият автомобил трябва да тежи минимум 1100 kg, като максималното количество на баласта е 100 kg. Обемът на резервоара е 90 литра, като може да бъде ограничаван на най-бързите участници.
ГТ1 автомобилите използват тракшън контрол система, която може да взима данни за скоростта само от 4-те колела. Правилата в аеродинамиката позволяват използването на специално конструиран дифюзур и сплитер. Много от елементите по автомобилите са изработени от карбон, изобщо има голяма свобода относно използването на екзотични материали в тези автомобили.
Спирачките са карбонови, подобни на тези използвани във Ф1, но с много по-дълъг живот заради типа състезания и заради по-високата маса на автомобилите.
Цената на тези автомобили започва от 500 хил. евро, като може да достигне повече от 3 пъти тази сума. Скоростта на тези автомобили е сравнима с тази на Ф3 и ДТМ.

### ФИА ГТ2
Това са малките братя на ГТ1, основната разлика е по-малкият рестриктор на въздуха, значително орязаните правила за аеродинамиката, по-малкият размер гуми и забраната за използване на някой екзотични материали. Все пак ГТ2 автомобилите също като ГТ1 разполагат с тракшън контрол система и карбонови спирачки. Цената им е между 200 и 500 хил. евро.

## Уеднаквяване
ФИА ГТ и СРО въвеждат революционен начин да се запази високото ниво на конкурентност в шампионата. Първо има забрана на участието на заводски отбор в шампионата, освен ако не е с нов неразработен автомобил и то без да могат да печелят точки. Всеки един участник трябва да е частен отбор, независим от автомобилния производител. Освен това всеки един автомобил в класовете ГТ1, ГТ2, ГТ3 и ГТ4 е снабден със специална система за събиране на данни, доставена от ФИА, с определен минимум от сензори, като тези данни са достъпни само за хората на ФИА от ГТ комисията. След всяка тренировка или състезание тези данни се свалят и са използвани за симулиране на представянето на дадения автомобил. Ако някой автомобил има предимство пред друг, тогава комисарите начело с екс-Лотус дизайнера Питър Райт(председател на ГТ комисията) трябва да решат какво наказание да наложат. Наказанията най-често са налагане на наказателни килограми баласт, ограничаване диаметъра на въздушния рестриктор, но могат и да бъдат директни промени или забрани по конструкцията на колата.
ГТ комисията издава списък на серийни автомобили, които отговарят на правилата и може да бъдат преработени в състезателен автомобил в някой от класовете. Тези, които не са вкл. в този списък, могат да получат разрешение за участие в специални Г1 и Г2 класове без да имат право да печелят точки за ФИА ГТ шампионатите.

## Пилоти
В класовете ГТ1 и ГТ2 участват много отбори, които са официално подкрепяни от големите производители, като там пилотите са от изключително високо качество, бивши Ф1 пилоти като Мика Сало, Карл Вендлингер или Джони Хърбърт. Много млади пилоти от Ф3, Световните серии на Рено или ГП2 избират ФИА ГТ шампионата, за да продължат професионалната си кариера в шампионат, където да печелят добре. Най-големите поддръжници на този тип състезания остават джентълмен пилотите и за да им се даде по-равен старт, към времената на професионалните пилоти (в зависимост от лиценза, който притежават) се добавя време или имат наказателен баласт. Въпреки тези мерки, сравнително рядко се случва джентълмен пилоти да се доберат до подиума. Затова е създадена Ситейшън купата за джентълмен пилоти, където се класират само те.
В класовете ФИА ГТ3 и ФИА ГТ4, участието на професионални пилоти не е желано, самият Стефан Рател твърди, че те са създадени за джентълмен пилотите. Така че в тях само чрез специална селекция и при специални условия е позволено участието на професионални пилоти. Пилотите с успехи в международни шампионати с болиди не са допускани, но при специални условия и ограничения може и да бъдат допуснати от ГТ комисията.

## Точкова система
Използва се същата точкова система както във Ф1: 10-8-6-5-4-3-2-1. Единствено се присъждат половината точки в едночасовите състезания и на всеки 3 часа от 24-часовите маратони.

## Шампиони
|      | Title    | GT1                                         | GT2                                         |
| ---- | -------- | ------------------------------------------- | ------------------------------------------- |
| 1997 | шампиони | Bernd Schneider                             | Justin Bell                                 |
| 1997 | екип     | AMG-Mercedes – Мерцедес-Бенц CLK GTR        | Oreca – Chrysler Viper GTS-R                |
| 1998 | шампиони | Klaus Ludwig Ricardo Zonta                  | Olivier Beretta Pedro Lamy                  |
| 1998 | екип     | AMG-Mercedes – Мерцедес-Бенц CLK LM         | Oreca – Chrysler Viper GTS-R                |
|      |          | GT                                          |                                             |
| 1999 | шампиони | Olivier Beretta Karl Wendlinger             | Olivier Beretta Karl Wendlinger             |
| 1999 | екип     | Oreca – Chrysler Viper GTS-R                | Oreca – Chrysler Viper GTS-R                |
|      |          | GT                                          | N-GT                                        |
| 2000 | шампиони | Julian Bailey Jamie Campbell-Walter         | Christophe Bouchut Patrice Goueslard        |
| 2000 | екип     | Lister Racing – Lister Storm                | Larbre Compétition – Porsche 911 GT3-R      |
| 2001 | шампиони | Christophe Bouchut Jean-Philippe Belloc     | Christian Pescatori David Terrien           |
| 2001 | екип     | Larbre Compétition – Chrysler Viper GTS-R   | JMB Racing – Ferrari 360 Modena             |
| 2002 | шампиони | Christophe Bouchut                          | Stéphane Ortelli                            |
| 2002 | екип     | Larbre Compétition – Chrysler Viper GTS-R   | Freisinger Motorsport – Porsche 911 GT3-RS  |
| 2003 | шампиони | Thomas Biagi Matteo Bobbi                   | Stéphane Ortelli Marc Lieb                  |
| 2003 | екип     | BMS Scuderia Italia – Ferrari 550 Maranello | Freisinger Motorsport – Porsche 911 GT3-RSR |
| 2004 | шампиони | Fabrizio Gollin Luca Cappellari             | Sascha Maassen Lucas Luhr                   |
| 2004 | екип     | BMS Scuderia Italia – Ferrari 550 Maranello | Freisinger Motorsport – Porsche 911 GT3-RSR |
|      |          | GT1                                         | GT2                                         |
| 2005 | шампиони | Gabriele Gardel                             | Marc Lieb Mike Rockenfeller                 |
| 2005 | екип     | Vitaphone Racing – Maserati MC12            | Gruppe M – Porsche 911 GT3-RSR              |
| 2006 | шампиони | Michael Bartels Andrea Bertolini            | Jaime Melo                                  |
| 2006 | екип     | Vitaphone Racing – Maserati MC12            | AF Corse – Ferrari F430 GT2                 |
| 2007 | шампиони | Томас Биаги                                 | Dirk Müller Toni Vilander                   |
| 2007 | екип     | Vitaphone Racing – Maserati MC12            | Motorola AF Corse – Ferrari F430 GT2        |

- ItaliaRacing.net Най-популярният сайт за новини от пистовия автомобилен спорт
- fiagt.com
- fia.com
- lemans.org